# Płowcei csata

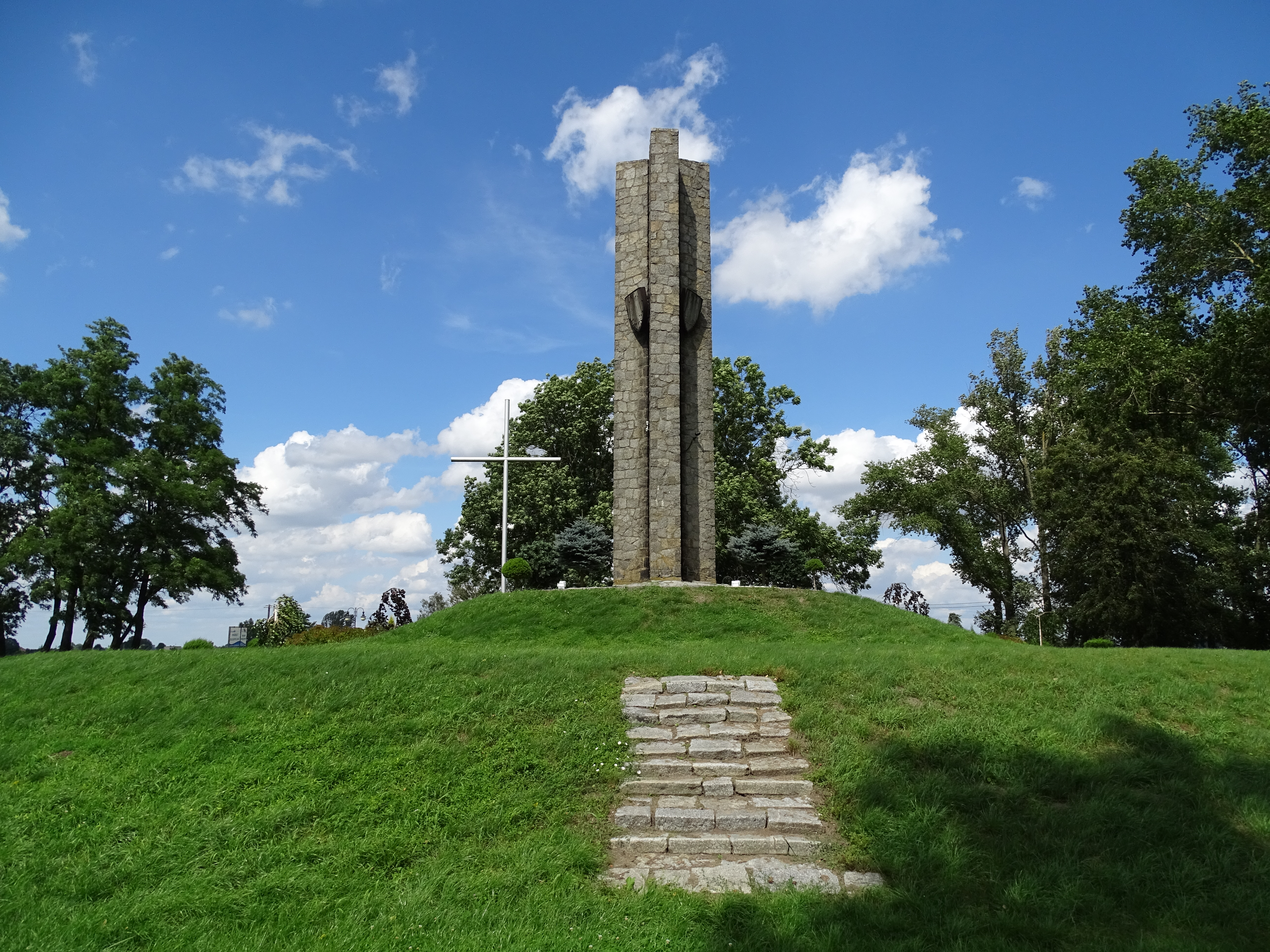
Emlékmű a csata helyén.

A Płowcei csata 1331. szeptember 27-én Lengyelország északi felén, Kujávia tartományban a Német Lovagrend és a lengyel sereg közötti, döntőnek számító ütközet, amelyben I. Ulászló lengyel király győzedelmeskedett.

## Előzmények
A Német Lovagrend 1309-ben Danzig elfoglalásával kezdte meg hódításait a lengyel területek felé. Szövetséget kötött Csehországgal, s megállapodtak az ország felosztásáról. Nagy-Lengyelországot, Kujáviát, Mazóviát és egyéb északi részeket a lovagrend, a déli területeket, köztük Kis-Lengyelországot pedig a csehek vették volna birtokukba.
Lengyelországot egyedül Magyarország segítette, alkalmanként szövetségese volt Litvánia is.
1326-tól kezdődően újabban sorozatosan behatoltak a teuton lovagok Lengyelország északi felébe, de a támadások többségét a lengyel-magyar sereg elhárította. 1329-ben ellenben elesett Dobrzyń, 1330-ban pedig a csehek nyomultak be Lengyelországba, amire válaszul Károly Róbert magyar király megtámadta Csehországot.
1331-ben a német lovagok folytatva előrenyomulásukat új háborút robbantottak ki a lengyelek ellen és megszállták Kujáviát.

## A szembenálló erők
I. Ulászló lengyel király és fia Kázmér herceg (későbbi III. Kázmér lengyel király) kb. 5000 fős sereggel szálltak szembe Płowce községnél a Német Lovagrenddel. Az ellenfél mintegy 7000 fős haderejét a nagymester gróf Altenburgi Dietrich és három másik rendi tag vezette. A csatában a rendnek 800 tagja volt jelen.

## A csata
A csata során a lovagok Brześć Kujawski felől támadták a lengyeleket, míg a lengyel sereg másik része egy erdőből oldalról megrohanta a lovagokat. A csata egész sötétedésig tartott, s végül a lengyelek megnyerték.

## A veszteségek és a további események
A csata eléggé véres volt, mindkét fél részéről úgy 4000 halálos áldozatot követelt. A lovagrend tagjai közül 40-en estek fogságba.
A lovagrendi sereg a fiaskót követően visszavonult Thornba. Bár a következő években folyt a háború, de az osztrák herceg, a magyar király és a cseh király közreműködésével béketárgyalás indult. A lovagok Radżiwojnál újabb vereséget szenvedtek. 1335-ben aláírták a visegrádi békét, s a lovagok visszaadták Dobrzyńt, de a város még fog gazdát cserélni a század további részében.

## Külső hivatkozás
- Vajda Tamás: A Német Lovagrend a Baltikumban